# March 731
March 731 – samochód Formuły 1, zaprojektowany w 1973 roku przez Robina Herda i skonstruowany przez March Engineering. Model uczestniczył w sezonach 1973–1974.

## Wyniki w Formule 1
| Legenda oznaczeń w tabelach wyników Wyświetl szablon na nowej stronie | Legenda oznaczeń w tabelach wyników Wyświetl szablon na nowej stronie                                                                     |
| Oznaczenie                                                            | Wyjaśnienie |
| --------------------------------------------------------------------- | --- |
| Złoty                                                                 | Zwycięzca lub mistrzostwo |
| Srebrny                                                               | 2. miejsce lub wicemistrzostwo |
| Brązowy                                                               | 3. miejsce lub II wicemistrzostwo |
| Zielony                                                               | Ukończył, punktował (w klasyfikacji generalnej, gdy zdobył co najmniej jeden punkt na przestrzeni sezonu, poza trzema powyższymi opcjami) |
| Niebieski                                                             | Ukończył, nie punktował (w klasyfikacji generalnej, gdy nie zdobył co najmniej jednego punktu na przestrzeni sezonu)                      |
| Czerwony                                                              | Nie zakwalifikował się (NZ) |
| Czerwony                                                              | Nie prekwalifikował się (NPK) |
| Różowy                                                                | Nie ukończył (NU) |
| Różowy                                                                | Niesklasyfikowany (NS) (w klasyfikacji generalnej, gdy nie został sklasyfikowany w żadnym wyścigu sezonu)                                 |
| Czarny                                                                | Zdyskwalifikowany (DK) |
| Czarny                                                                | Wykluczony (WYK/EX) |
| Biały                                                                 | Nie wystartował (NW) |
| Biały                                                                 | Kontuzjowany (K/INJ) |
| Biały                                                                 | Wyścig odwołany (OD/C) |
| Bez koloru                                                            | Został wycofany (WYC/WD) |
| Bez koloru                                                            | Nie przybył (NP/DNA) |
| Bez koloru                                                            | Nie brał udziału w treningach (NT/DNP) |
| Bez koloru                                                            | Nie został zgłoszony (–) |
| Pogrubienie                                                           | Start z pole position |
| Kursywa                                                               | Najszybsze okrążenie wyścigu |
| †                                                                     | Nie ukończył, ale jego rezultat został zaliczony ze względu na przejechanie więcej niż 90% dystansu wyścigu.                              |
| *                                                                     | Sezon w trakcie |
| 1/2/3                                                                 | Punktowana pozycja w sprincie kwalifikacyjnym                                                                                             |
| Lista systemów punktacji Formuły 1                                    | |

| Sezon | Zespół                             | Silnik | Kierowcy           | Wyniki w poszczególnych eliminacjach | Wyniki w poszczególnych eliminacjach | Wyniki w poszczególnych eliminacjach | Wyniki w poszczególnych eliminacjach | Wyniki w poszczególnych eliminacjach | Wyniki w poszczególnych eliminacjach | Wyniki w poszczególnych eliminacjach | Wyniki w poszczególnych eliminacjach | Wyniki w poszczególnych eliminacjach | Wyniki w poszczególnych eliminacjach | Wyniki w poszczególnych eliminacjach | Wyniki w poszczególnych eliminacjach | Wyniki w poszczególnych eliminacjach | Wyniki w poszczególnych eliminacjach | Wyniki w poszczególnych eliminacjach | Wyniki kierowców | Wyniki kierowców | Wyniki konstruktora | Wyniki konstruktora |
| Sezon | Zespół                             | Silnik | Kierowcy           | ARG                                  | BRA                                  | ZAF                                  | ESP                                  | BEL                                  | MCO                                  | SWE                                  | FRA                                  | GBR                                  | NLD                                  | DEU                                  | AUT                                  | ITA                                  | CAN                                  | USA                                  | Punkty           | Pozycja          | Punkty              | Pozycja             |
| ----- | ---------------------------------- | ------ | ------------------ | ------------------------------------ | ------------------------------------ | ------------------------------------ | ------------------------------------ | ------------------------------------ | ------------------------------------ | ------------------------------------ | ------------------------------------ | ------------------------------------ | ------------------------------------ | ------------------------------------ | ------------------------------------ | ------------------------------------ | ------------------------------------ | ------------------------------------ | ---------------- | ---------------- | ------------------- | ------------------- |
| 1973  | STP March Racing Team              | Ford   | Henri Pescarolo    | -                                    | -                                    | -                                    | 8                                    | -                                    | -                                    | -                                    | -                                    | -                                    | -                                    | -                                    | -                                    | -                                    | -                                    | -                                    | 0                | 26               | 14                  | 5                   |
| 1973  | STP March Racing Team              | Ford   | Jean-Pierre Jarier | -                                    | -                                    | -                                    | -                                    | NU                                   | NU                                   | NU                                   | NU                                   | -                                    | -                                    | -                                    | NU                                   | -                                    | NS                                   | 11                                   | 0                | 32               | 14                  | 5                   |
| 1973  | STP March Racing Team              | Ford   | Roger Williamson   | -                                    | -                                    | -                                    | -                                    | -                                    | -                                    | -                                    | -                                    | NU                                   | NU                                   | -                                    | -                                    | -                                    | -                                    | -                                    | 0                | NS               | 14                  | 5                   |
| 1973  | Clarke-Mordaunt-Guthrie-Durlacher  | Ford   | Mike Beuttler      | -                                    | -                                    | -                                    | 7                                    | 11                                   | NU                                   | 8                                    | -                                    | 11                                   | NU                                   | 16                                   | NU                                   | NU                                   | NU                                   | 10                                   | 0                | 24               | 14                  | 5                   |
| 1973  | Clarke-Mordaunt-Guthrie-Durlacher  | Ford   | Reine Wisell       | -                                    | -                                    | -                                    | -                                    | -                                    | -                                    | -                                    | -                                    | NU                                   | -                                    | -                                    | -                                    | -                                    | -                                    | -                                    | 0                | NS               | 14                  | 5                   |
| 1973  | Team Pierre Robert                 | Ford   | Reine Wisell       | -                                    | -                                    | -                                    | -                                    | -                                    | -                                    | -                                    | NW                                   | -                                    | -                                    | -                                    | -                                    | -                                    | -                                    | -                                    | 0                | NS               | 14                  | 5                   |
| 1973  | LEC Refrigeration Racing           | Ford   | David Purley       | -                                    | -                                    | -                                    | -                                    | -                                    | NU                                   | -                                    | -                                    | NW                                   | NU                                   | 15                                   | -                                    | 9                                    | -                                    | -                                    | 0                | 29               | 14                  | 5                   |
| 1973  | Hesketh Racing                     | Ford   | James Hunt         | -                                    | -                                    | -                                    | -                                    | -                                    | 9                                    | -                                    | 6                                    | 4                                    | 3                                    | -                                    | NU                                   | NW                                   | 7                                    | 2                                    | 14               | 8                | 14                  | 5                   |
|       |                                    |        |                    | ARG                                  | BRA                                  | ZAF                                  | ESP                                  | BEL                                  | MCO                                  | SWE                                  | NLD                                  | FRA                                  | GBR                                  | DEU                                  | AUT                                  | ITA                                  | CAN                                  | USA                                  | Punkty           | Pozycja          | Punkty              | Pozycja             |
| 1974  | Hesketh Racing                     | Ford   | James Hunt         | NU                                   | 9                                    | -                                    | -                                    | -                                    | -                                    | -                                    | -                                    | -                                    | -                                    | -                                    | -                                    | -                                    | -                                    | -                                    | 0 (15)           | 8                | 0 (6)               | 9                   |
| 1974  | Dempster International Racing Team | Ford   | Mike Wilds         | -                                    | -                                    | -                                    | -                                    | -                                    | -                                    | -                                    | -                                    | -                                    | NZ                                   | -                                    | -                                    | -                                    | -                                    | -                                    | 0                | NS               | 0 (6)               | 9                   |